# Željka Šemper
Željka Šemper je hrvatska pjesnikinja. 

## Djela
- Kamen kraj rijeke, 1998.
- Pomirenje, 2000.
- Čežnja, 2003.
- Ecce homo, 2011.
- Povratak, 2018.

Objavljivala je u Forumu.

## Antologije i zbornici
Antologije u kojima su joj uvrštene pjesme:
- Hrvatska uskrsna lirika: od Kranjčevića do danas (prir. Božidar Petrač), 2001.
- Krist u hrvatskom pjesništvu: od Jurja Šižgorića do naših dana: antologija duhovne poezije (izbor i prir. Vladimir Lončarević), 2007.